# Igreja da Santa Casa da Misericórdia de Alcantarilha
A Igreja da Santa Casa da Misericórdia de Alcantarilha é um edifício religioso na vila de Alcantarilha, no Município de Silves, em Portugal. Destaca-se o seu retábulo-mor, no estilo Barroco, decorado com talha dourada.

## Descrição
A igreja situa-se no interior da vila de Alcantarilha, da qual é considerado um dos mais importantes monumentos. É formada por um só edifício de reduzidas dimensões, com cerca de treze metros de comprimento por seis de largura. Está orientado de nascente para poente, com a fachada virada para Oeste. Junto ao edifício está um quintal, que segundo a tradição foi o local do antigo cemitério.
Apresenta um formato simples, de planta longitudinal, e está organizado em nave, capela-mor e sacristia, existindo também instalações sanitárias e um espaço para os arquivos. Tanto a nave como a capela-mor possuem a mesma cobertura em masseira, com um telhado de duas águas. Na capela-mor existe um banco em espaldar, que data do século XIX, e do lado esquerdo situa-se outro banco de espaldar, que servia para os mesários. A fachada principal, no estilo Barroco, está dividida em dois panos e dois registos. O portal da igreja, situado no registo inferior do pano principal, tem uma moldura em cantaria, onde foi escrita a data de 1586, e que é encimado por um conjunto em alvenaria, que inclui dois pináculos adossados, o brasão de armas dos franciscanos e uma cruz sobre três caveiras, que representam o Monte Calvário, em Jerusalém. O registo superior do pano principal termina numa empena com um frontão de lanços curvos, que possui pináculos em ambos os lados, e que tem no vértice uma cruz metálica sobre um pedestal. Quanto ao pano secundário, o seu registo inferior está aberto por um portal simples em cantaria, enquanto que no superior possui uma torre sineira de um só vão. As fachadas laterais são de forma simples, sendo a virada para Norte sem quaisquer aberturas, e terminando num beirado junto ao telhado, enquanto que a Sul o edifício está adossado a um outro imóvel, que albergava o hospital da misericórdia.
A nave do edifício é de forma única com dois tramos, com um piso elevado em relação à rua, sendo o desnível vencido por cinco degraus junto à entrada. Originalmente, a igreja tinha um adro em frente, que foi removido em 1936 ou 1937, motivo pelo qual a soleira foi rebaixada. O primeiro tramo está decorado, no lado do evangelho, por sete bandeiras, uma destas a real, enquanto que no lado oposto estão as laternas das procissões, e um púlpito de caixa quadrangular, feito em madeira policroma, e que data de 1818. O segundo tramo está elevado por um degrau em relação ao resto da nave, e apresenta no lado esquerdo um crucifixo em metal com um pedestal em madeira, enquanto que ao centro tem uma mesa de altar. O acesso à capela-mor é feito através de um arco triunfal em alvenaria, de volta perfeita, com mísulas e uma aduela saliente. A capela-mor está coberta por uma abóbada de berço, sendo o frontão do altar num pódio ao qual se tem acesso por três degraus, executado em madeira polícroma em tons azuis e rosados, de forma a simular mármore. O retábulo-mor, no estilo Barroco, está decorado com talha dourada sobre um fundo de madeira em azul, com colunas salomónicas, e figuras de crianças, flores e concheados. No fundo situa-se um nicho com um crucifixo em madeira do século XIX, e por baixo uma estátua da Rainha Santa Isabel. O retábulo conta igualmente com duas estátuas de São Francisco, do século XVII, e Santo Amaro, do século XVIII, sendo todo o conjunto coroado por um escudo com cinco chatas gotejantes.
No interior do edifício situa-se a lápide tumular mais antiga em Alcantarilha, que data de 1323 ou 1523, sendo por isso anterior à construção da igreja, pelo que terá vindo de um templo mais antigo.

## História
Em 1491, foi fundada a Santa Casa da Misericórdia de Silves, e pouco tempo depois começou-se a preparar a formação de uma instituição semelhante em Alcantarilha, devido às fortes ligações entre as duas localidades. A referência mais antiga que sobreviveu da Misericórdia de Alcantarilha foi a data escrita por cima da igreja, que terá sido a data da sua construção. Uma vez que a igreja será provavelmente mais recente do que a instituição, esta terá sido criada nas últimas décadas do século XVI, talvez ainda durante a independência nacional ou já sob o domínio filipino, durante o qual foi construída a igreja.
Nem a igreja nem o edifício do hospital, que lhe ficava anexo, terão sofrido muitos danos pelo Sismo de 1755.
Em 1980, o edifício foi alvo de obras de remodelação, que incluíram as coberturas, as paredes e a talha dourada no altar-mor, e cerca de 1986 foram restauradas as duas estátuas de São Paulo e Santo Amaro. A igreja foi listada como sendo de Imóvel de Interesse Público no Plano Director Municipal de Silves, que foi aprovado pela Assembleia Municipal em 14 de Julho de 1995, e ratificado pela Resolução do Conselho de Ministros n.º 161/95, de 28 de Setembro. Em 2002 iniciou-se um novo programa de obras do edifício, que contemplou a fachada, o telhado, o guarda-ventos, as instalações sanitárias e o arquivo.

## Leitura recomendada
- REIS, João Vasco (2005). A igreja da Misericórdia de Alcantarilha:  História e Património (subsídios) 1.ª ed. Alcantarilha: Santa    Casa da Misericórdia